# Wormit
Wormit villaggio è un piccolo borgo situato nel Firth of Tay nel nord-est del Fife, Scozia, Regno Unito.
Wormit rivendica di essere stato il primo villaggio scozzese ad aver installato l'energia elettrica.
Durante la seconda guerra mondiale, Haakon VII di Norvegia soggiornò a Wormit.

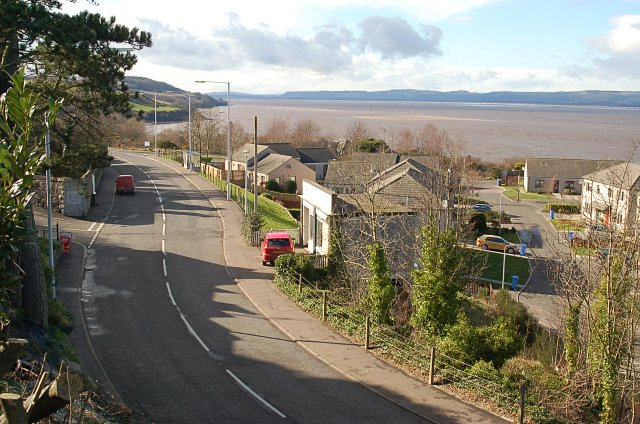